# Effectenkrediet
Effectenkrediet is een krediet tegen onderpand van effecten. Meestal is dit een rekening-courantkrediet. De effectenportefeuille wordt aan de bank in onderpand gegeven; hiertoe wordt een pandovereenkomst getekend. Het bedrag dat kan worden opgenomen (de kredietlimiet) is afhankelijk van een afgesproken maximum en van de dekkingswaarde van de effecten. De waarde van effecten kan stijgen maar ook dalen. Als de dekkingswaarde daalt onder het bedrag dat is geleend, dan zal de bank zijn cliënt aanschrijven om op korte termijn geld bij te storten. Als de cliënt in gebreke blijft, dan wordt de effectenportefeuille geheel of gedeeltelijk geliquideerd. Als de opbrengst onvoldoende is, dan blijft de klant met een restschuld zitten.
Een belangrijk nadeel van effectenkrediet is, dat de dekkingswaarde fluctueert. Men is overgeleverd aan de grillen van de markt. Verder is het rentetarief variabel.
Er zijn verschillende voordelen:
- Het rentetarief is veel lager dan bij een persoonlijke lening of doorlopend krediet.
- Er is alleen rente verschuldigd over het opgenomen bedrag.
- De lening kan altijd worden afgelost, zonder boeterente of andere extra kosten.
- Effectenkrediet is een gemakkelijke manier om snel aan geld te komen, indien men beschikt over een effectenportefeuille van aandelen en obligaties met voldoende dekkingswaarde.

Alleen aandelen en obligaties tellen mee voor het bepalen van de dekkingswaarde van een portefeuille. Deze wordt elke dag berekend op basis van actuele beurskoersen. Hierbij worden dekkingspercentages gebruikt per beleggingscategorie en per fonds. Bijvoorbeeld (om de gedachten te bepalen): 90% voor staatsobligaties, 80% voor andere obligaties, 70% voor hoofdfondsen en andere courante fondsen, 50% voor bepaalde minder courante fondsen. 
Soms wordt het kredietmaximum maximaal benut vanwege de lage rente, terwijl de lener voldoende mogelijkheden heeft om zo nodig geld bij te storten. Meestal is het echter niet verstandig om het gehele bedrag van de kredietlimiet op te nemen.
Vaak wordt effectenkrediet gebruikt voor de aankoop van effecten. Er ontstaat dan een hefboomwerking. Maar als de koersontwikkeling de verkeerde kant opgaat dan zit men met koersverlies én met rentekosten.
Nota bene: De gehele effectenportefeuille wordt in onderpand gegeven, dus ook de effecten die geen bijdrage leveren aan de dekkingswaarde.